# Egglestone Abbey
Egglestone Abbey – civil parish w Anglii, w hrabstwie Durham. W 2001 civil parish liczyła 37 mieszkańców.